# Дошкольное образование в Венгрии
Дошкольное образование в Венгрии начинается, когда ребенку исполняется 3 года, и длится до 7 лет. 
Участие в дошкольном образовании необязательно,но , дети должны принимать участие в сессиях, готовящих их к школьной жизни, с 5 лет максимум по 4 часа каждый день. Дошкольное образование бесплатно, родители обязаны платить за обеды своих детей и за дополнительные услуги.

## Время посещения
Академический год в дошкольном образовании начинается 1 сентября и заканчивается 31 августа, как и в школьной системе.

## Методы
Самой главной формой занятий в дошкольной жизни является игра.

## Цели преподавания
- забота о детях

- облегчение их  развития;

- облегчение развития физических возможностей детей;

- защита детского здоровья;

- установление здорового образа жизни

- развитие уверенности в себе, поддержка в их попытках самоутвердиться;

- развитие родного языка и других форм общения;

- поддержка желания говорить;

- развитие умственных способностей: ощущение, восприятие, память, внимание, воображение, познавательные и творческие способности.

## Дополнительные формы предпочтительных мероприятий
- цитирование стихов и басен;

- пение, игра музыки, игры с элементами пения;

- рисование, составление оригами;

- движение;

- активное изучение мира вокруг нас;

- мероприятия с элементами работы;

- изучение.

## Дополнительная информация
- Дошкольное образование в Венгрии